# Эйконоген
Эйконоге́н (натриевая соль 1-амино-2-нафтол-6-сульфокислоты) — органическое соединение, относящееся к аминонафтолам и имеющее химическую формулу C10H8NNaO4S. Бесцветный порошок, растворимый в воде. Ранее применялся как чёрно-белое проявляющее вещество в фотографии.
Синоним: натрий 5-амино-6-гидроксинафталин-2-сульфонат.

## История
Соединение было впервые получено британским химиком Рафаэлем Мельдолой в 1881 году. Проявляющая способность была заявлена доктором Момме Андресеном в немецком патенте DE 50 265 вместе с другими сульфокислотами аминонафтола. Андресен также присвоил описываемому соединению тривиальное название «эйконоген». В дальнейшем фабрика Гауффа начала промышленное производство эйконогена, предложив его как замену пирогаллоловым проявителям.
Уже в первой половине XX века был вытеснен из использования метол-гидрохиноновыми проявителями, дающими похожий характер изображения.

## Физические и химические свойства
Имеет вид бесцветного порошка. Молярная масса составляет 261,22 г/моль. Растворим в воде, несколько лучше растворяется в тёплой, очень мало растворим в спирте и эфире. В растворах кислот выпадает в виде осадка свободной кислоты.
Образует кристаллогидрат состава (C10H8NNaO4S)2·5H2O, кристаллы которого имеют форму ромбических пластинок. Обезвоживается при нагреве до 110 °C.
На воздухе быстро окисляется. Имеет проявляющую способность, однако она снижена из-за наличия в соединении сульфогруппы.

## Применение
Вместе с диогеном применялся в фотографии как проявляющее вещество аминонафтольного ряда. Из-за лучшей растворимости обычно используется в виде сульфоната.
При проявлении даёт очень мягкое изображение, проявляет быстро, но медленнее чем метол. Использование эйконогена совместно с гидрохиноном позволяет поднять максимальные значения плотности изображения. Проявляющие растворы хранятся хуже, чем аналогичные метоловые, что стало одной из причин падения популярности составов на его основе.